# 圣雷米苏巴尔比伊斯 (奥布省)
圣雷米苏巴尔比伊斯（法語：Saint-Remy-sous-Barbuise）是法国奥布省的一个市镇，属于特鲁瓦区（Troyes）奥布河畔阿尔西县（Arcis-sur-Aube）。该市镇2009年时的人口为231人。

## 人口
圣雷米苏巴尔比伊斯人口变化图示
| 数据来源：INSEE |